# War Gods
War Gods — игра в жанре файтинг, разработанная Midway Games и выпущенная в 1996 году на аркадные автоматы и в 1997 году на домашние консоли и ПК.

## Игровой процесс
Игра ограничена сюжетным режимом, в который можно играть в одиночку или вдвоем; в версии для Nintendo 64 режим для двух игроков активируется подключением второго контроллера на экране выбора персонажа. Сюжет разворачивается миллиарды лет назад, где десять человек превращаются в богов войны, найдя куски руды, прилетевшие на разбившемся космическом корабле. Боги сражаются друг с другом, чтобы завладеть всеми камнями и стать самыми сильными бойцами. В финале игры игрокам предстоит сразиться с двумя пришельцами с космического корабля — Гроксом и Экзором, которые охотятся за богами войны. Арены представляют из себя смесь из различных футуристичных и древних мест.
Игра похожа на Mortal Kombat 4 — в ней используется почти идентичная схема расположения кнопок и используется тот же движок. Кнопка «Бег» была заменена на кнопку «3D», которая, если удерживать её нажатой при использовании других комбинаций джойстика и кнопок, позволяет игроку выполнять различные атаки/удары, используя задний или передний план. Чтобы избежать ситуаций, когда противники оказываются слишком далеко друг от друга, каждый персонаж имеет возможность телепортации, которая перемещает его вплотную к противнику. Как и в Mortal Kombat, игрок выбирает персонажа и сражается с рядом противников. В War Gods также есть комбо, которые можно использовать с помощью серии нажатий на кнопки. Как и в Mortal Kombat, в игре есть фаталити, которые используются для добивания противников.

## Оценки
| Сводный рейтинг       | Сводный рейтинг |
| Агрегатор             | Оценка          |
| --------------------- | --------------- |
| GameRankings          | 45,32 %         |
| Русскоязычные издания |                 |
| Издание               | Оценка          |
| «Игромания»           | [ 4 ]           |

Игра была встречена прохладно как критиками, так и обычными игроками.
Игра также провалилась финансово из-за ограниченного тиражирования и плохой прессы.